# Chionochloa
Chionochloa là một chi thực vật có hoa trong họ Hòa thảo (Poaceae).

## Loài
Chi Chionochloa gồm các loài: